# Lecionário 1623
O Lecionário 1623 (designado pela sigla ℓ 1623 na classificação de Gregory-Aland) é um antigo manuscrito do Novo Testamento, paleograficamente datado do Século XI/XII d.C.[a]
Este codex contém lições dos evangelhos de Mateus, Marcos, Lucas e João (conhecido como Evangelistarium)[a]. Foi escrito em grego, e actualmente se encontra na Colecção Kenneth Willis Clark da Universidade Duke.